# STEREO (sondy)
STEREO (anglicky Solar Terrestrial Relations Observatory) je dvojice kosmických observatoří sloužících k výzkumu Slunce. Mise je součástí programu NASA Solar Terrestrial Probes program (STP). Sondy jsou umístěny na oběžné dráze kolem Slunce a cílem jejich dvouleté činnosti ve vesmíru je studovat sluneční jevy, zejména výrony koronální hmoty (CME) a pochopit mechanizmus jejich vzniku.
Sondy odstartovaly 26. října 2006 s nosnou raketou Delta 7925. Zpočátku se družice pohybovaly po značně výstřední eliptické dráze kolem Země a jejich apogeum sahalo až po oběžnou dráhu Měsíce. Po navedení na výchozí dráhu se dvojice sond oddělila od třetího stupně rakety a vzápětí i od sebe navzájem. Pokračovaly v postupném vzdalování se od Země, přičemž probíhaly zkoušky, kalibrace a zapínání přístrojů. Řídící středisko observatoří se nachází v areálu Applied Physics Laboratory (APL).
Družice obíhají Slunce po velmi podobné oběžné dráze jako Země, avšak jedna přibližně 45° před ní a druhá 45° za ní. Družice letící „před“ Zemí je označena jako STEREO-A (z ang. ahead, vpředu), družice „za“ Zemí jako STEREO-B (z angl. behind, za). Tato dvojice sond představuje další misi NASA zaměřenou na průzkum Slunce. Předcházely jim projekty TRACE, SOHO, Ulysses a Genesis. Celkový rozpočet mise představuje asi 550 milionů USD.

## Popis

3D snímek Slunce pořízený observatořemi STEREO

Základní těleso obou sond má tvar kvádru o rozměrech 1,14×1,22×2,03 metru. Každá nese pár dvoudílných solárních panelů o rozpětí 6,5 metru, které jim dodávají na začátku životnosti 637 W energie. Systémy sond řídí počítač s kapacitou 8 Gbit pro záznam naměřených údajů.
Ke komunikaci používá každá z nich jednu směrovou parabolickou anténu a čtyři nesměrové antény. Orientaci sledují sledovače Slunce, hvězd a inerciální plošina a zabezpečují ji silové setrvačníky. Každá sonda je vybavena také 12 hydrazinovými raketovými motorky na korekce dráhy.

### Vědecké vybavení
- SECCHI (Sun-Earth Connection Coronal and Heliospheric Investigation) – soubor přístrojů pro studium vztahů mezi Sluncem a Zemí. Toto zařízení poskytne údaje k vytvoření trojrozměrného obrazu sluneční korony a heliosféry. Nese také pointační dalekohled pro přesnou orientaci.
- S/WAVES (STEREO/WAVES) – souprava přístrojů na detekci rádiových záblesků, poruch a vzplanutí. Přístroj bude schopen sledovat vznik a vývoj těchto poruch a jejich šíření od Slunce až po dráhu Země.
- IMPACT (In-situ Measurements of Particles and CME Transients) – soubor přístrojů na měření meziplanetárního magnetického pole a energetických částic.
- PLASTIC (Plasma and SupraThermal Ion Composition) – soubor přístrojů na výzkum vlastností meziplanetárního plazmatu. Tento experiment poskytne klíčové měření hmotnosti a náboje těžkých iontů a parametry CME plazmatu odlišující se od okolního plazmatu koróny.